# Malla (Bolivia)
Malla is een gemeente (municipio) in de Boliviaanse provincie Loayza in het departement La Paz. De gemeente telt naar schatting 5.938 inwoners (2018). De hoofdplaats is Malla.